# Orión Fútbol Club
L'Orión Fútbol Club è una società calcistica con sede a Desamparados (Desamparados) in Costa Rica.
Fondato nel 1926, il club milita nella Liga de Ascenso.

## Palmarès

### Competizioni nazionali
- Segunda División de Costa Rica: 1

1958

### Altri piazzamenti
- Campionato costaricano:

Secondo posto: 1931
Terzo posto: 1935, 1936

## Stadio
Il club gioca le gare casalinghe allo stadio Estadio Cuty Monge che ha una capacità di 27500 posti a sedere.